# Lovely, Still
Pour plus de détails, voir Fiche technique et Distribution.
Lovely, Still est un film américain écrit et réalisé par Nik Fackler réalisé en 2008.

## Fiche technique
- Titre : Lovely, Still
- Réalisation : Nik Fackler
- Scénario : Nik Fackler
- Musique : Mike Mogis et Nate Walcott
- Photographie : Sean Kirby
- Montage : Douglas Crise
- Production : Dana Altman, Lars Knudsen, James Lawler, Jack Turner et Jay Van Hoy
- Société de production : North Sea Films, Parts and Labor, Sterling Productions et White Buffalo Entertainment
- Pays :  États-Unis
- Genre : Drame et romance
- Durée : 92 minutes
- Dates de sortie : 
  -  Canada : 5 septembre 2008 (Festival international du film de Toronto)
  -  États-Unis : 10 septembre 2010

## Distribution
- Martin Landau : Robert Malone
- Ellen Burstyn : Mary
- Adam Scott : Mike
- Elizabeth Banks :	Alex
- Har Mar Superstar : Peter

## Autour du film
- Le film fut diffusé dans des festivals cinématographiques de septembre 2008 à septembre 2010, avant de sortir en salles en 2010 de façon limité.